# Kellie Magnus
Kellie Magnus (sinh ngày 10 tháng 12 năm 1970, tại Kingston, Jamaica) là một tác giả và nhà báo người Caribe. Cô hiện đang làm việc với tư cách là người lãnh đạo đất nước cho chi nhánh Chiến đấu vì hòa bình của Jamaica.

## Công việc và sự nghiệp
Magnus nhận bằng đại học của mình từ Đại học Harvard và bằng MBA về Quản lý Truyền thông và Giải trí của Đại học Columbia. Ngoài việc viết và xuất bản sách cho trẻ em, cô còn viết các bài báo về giải trí và truyền thông Caribbean. Các ấn phẩm mà cô đã viết bao gồm The Daily News (Thành phố New York), The Weekly Weekly Gleaner (Thành phố New York), Caribbean Beat (tạp chí trên chuyến bay của BWIA) và The Ticket (Trinidad).
Công việc gần đây nhất của cô là một loạt sách thiếu nhi và sách hướng dẫn của cha mẹ là một phần của chương trình đa phương tiện có tên Max and Friends và được thiết kế đặc biệt cho trẻ tự kỷ và khuyết tật phát triển liên quan. Magnus đã tự xuất bản loạt sách thiếu nhi Sư tử nhỏ của mình, bao gồm một cuốn sách có tên Little Lion Goes to School, và hiện đang làm việc cho một loạt sách thiếu nhi Caribbean.  Cô là thành viên của JAMPACT: Jamaica Impact Inc. và phục vụ trong ban giám đốc của Hiệp hội bóng đá trẻ Harlem. Hiện tại, cô đang giữ chức phó chủ tịch Hiệp hội Công nghiệp sách Jamaica. Cô cũng phục vụ trong hội đồng của Ủy ban Mầm non ở Jamaica  và sở hữu công ty xuất bản nhỏ Jackmandora.
Vào năm 2014, Magnus là một tác giả nổi bật tại NGC Bocas Lit Fest.